# Hôtel Blennerhassett
Pour les articles homonymes, voir Blennerhassett.
L'hôtel Blennerhassett (en anglais : The Blennerhassett Hotel) est un hôtel américain situé à Parkersburg, en Virginie-Occidentale. Ouvert en 1889, il est inscrit au Registre national des lieux historiques depuis le 10 décembre 1982 et est membre des Historic Hotels of America depuis 1991.